# Åke Kjessler
Hans Åke Berndt Kjessler, född 23 juni 1907 i Helsingborg, död 28 september 1985 i Vasa församling i Göteborg, var en svensk läkare. 
Kjessler blev medicine licentiat vid Karolinska institutet i Stockholm 1935, medicine doktor vid Göteborgs universitet 1955 och var docent i gynekologi och obstetrik i Göteborg 1956–1973. Han genomgick specialistutbildning i kirurgi, gynekologi och obstetrik samt gynekologisk radiologisk terapi 1935–1949, var lärare vid barnmorskeläroanstalten i Göteborg och överläkare där från 1949 samt styresman för Carlanderska sjukhemmet 1961–1978. Han höll gästföreläsningar i Spanien, Sovjetunionen, Irland, Hongkong, Tokyo och USA. Han författade skrifter i gynekologi och obstetrik samt patologi.
Kjessler är begravd på Stampens kyrkogård. Han var far till Berndt Kjessler.